# Valencianas de Juncos 2011
Questa voce raccoglie le informazioni riguardanti le Valencianas de Juncos nella stagione 2011.

## Organigramma societario
Area direttiva
- Presidente: Ernesto Camacho

Area tecnica
- Allenatore: Xiomara Molero

## Rosa
| N° | Nome              | Ruolo | Data di nascita  | Nazionalità sportiva |
| -- | ----------------- | ----- | ---------------- | -------------------- |
| 1  | Carol Rodríguez   | S/O   | -                | Porto Rico           |
| 2  | Stephanie Pérez   | P     | 23 marzo 1995    | Porto Rico           |
| 2  | Chantal Morales   | L     | -                | Porto Rico           |
| 3  | Tiffany Owens     | S     | 19 marzo 1989    | Stati Uniti          |
| 4  | Suhail Medina     | P     | -                | Porto Rico           |
| 5  | Janice Ortiz      | S     | -                | Porto Rico           |
| 6  | Guadalupe Bou     | S     | -                | Porto Rico           |
| 7  | Millianett Mojica | S/O   | 11 dicembre 1983 | Porto Rico           |
| 8  | Lindsey Hunter    | P     | 30 marzo 1984    | Stati Uniti          |
| 10 | Mekana Barnes     | C     | 29 ottobre 1986  | Stati Uniti          |
| 12 | Glorivee Vázquez  | S     | -                | Porto Rico           |
| 13 | Yahaira Ortiz     | C     | -                | Porto Rico           |
| 14 | Rayma Robles      | C     | 15 maggio 1984   | Porto Rico           |
| 15 | Melanie Pérez     | L     | -                | Porto Rico           |
| 15 | Jonnalys Matos    | C     | 17 agosto 1991   | Porto Rico           |
| 16 | Ellen Herman      | S     | 30 luglio 1988   | Stati Uniti          |
| 17 | Julie Rubenstein  | S     | 9 aprile 1987    | Stati Uniti          |